# Селенат алюминия-калия
Селенат алюминия-калия — неорганическое соединение,
комплексный селенат калия и алюминия с формулой KAl(SeO4)2,
бесцветные кристаллы,
образует кристаллогидраты.
Селеновый аналог алюмокалиевых квасцов.

## Получение
- Охлаждение смеси растворов селенатов алюминия и калия

{\displaystyle {\mathsf {K_{2}SeO_{4}+Al_{2}(SeO_{4})_{3}+24H_{2}O\ {\xrightarrow {}}\ 2KAl(SeO_{4})_{2}\cdot 12H_{2}O}}}

## Физические свойства
Селенат алюминия-калия образует бесцветные кристаллы.
Образует кристаллогидрат состава KAl(SeO4)2•12H2O,
кубическая сингония,
параметры ячейки a = 1,2376 нм, Z = 4.